# Quatorzain
Quatorzain, (s. m.), em literatura, diz respeito a uma composição poética que se assemelha a um soneto mas que difere deste por não o seguir nas regras ou limites, mantendo com ele apenas a quantidade de versos.
O poema atualmente conhecido como soneto inglês, ou shakespeareano, foi inicialmente denominado quatorzain, para diferenciá-lo do soneto petrarquiano, o soneto original, que se compõe de 14 versos divididos em 2 quartetos e 2 tercetos. A distinção foi negligenciada, porque os poetas ingleses do século XVI falharam em apreender a verdadeira forma do soneto, e lhes trocaram os conceitos, chamando os sonetos de Petrarca e de outros poetas italianos de quatorzains, e seus próprios quatorzains incorretos de sonetos. Quase todos os chamados sonetos dos ciclos elisabetanos, incluindo os de William Shakespeare, Philip Sidney, Edmund Spenser e Samuel Daniel, eram, então, quatorzains.
Vários escritores tentaram distinguir entre sonetos "verdadeiros" e quatorzains. Hoje em dia, o termo raramente é usado e, quando o é, geralmente é usado para distinguir poemas de quatorze versos que não seguem as diversas regras que descrevem o soneto, aceitando-se como soneto, além da forma original italiana, a forma inglesa desse poema, apenas acrescentando-lhe o adjetivo "inglês", ou "shakespeareano", por ter sido usado pelo poeta inglês William Shakespeare.
O termo inicialmente foi utilizado na Inglaterra, importado do francês quatorze (quatorze ou catorze em português).